# フォルネウス

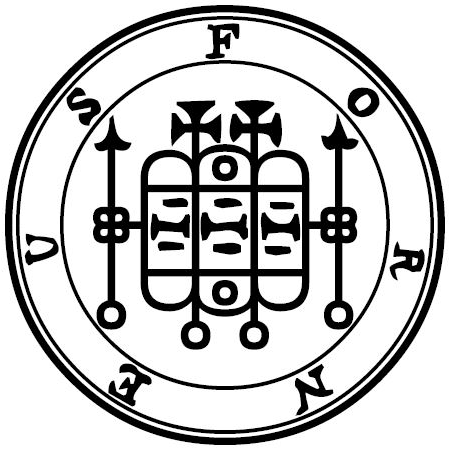
『ゴエティア』に記されたフォルネウスのシジル

フォルネウス（Forneus）は、悪魔学における悪魔の1体。

## 概要
『ゴエティア』によると72体の魔神の1体で、序列30番の地獄の大侯爵である。一部は座天使、一部は天使からなる29の軍団を指揮する。
召喚された際には、海の怪物の姿をとって現れる。修辞学、言語の知識や、良い名前を授ける力を持つ。また、人を敵から友人同様に愛されるようにする力も持っている。
Manfred Lurkerはフォルネウスの名前を、北欧神話に登場する巨人フォルニョートの改変であると推測している。